# Kendale Lakes
Kendale Lakes és una concentració de població designada pel cens dels Estats Units a l'estat de Florida. Segons el cens del 2000 tenia 56.901 habitants.

## Demografia
Segons el cens del 2000, Kendale Lakes tenia 56.901 habitants, 18.080 habitatges, i 14.988 famílies. La densitat de població era de 2.689,1 habitants/km².
Dels 18.080 habitatges en un 42,1% hi vivien nens de menys de 18 anys, en un 60,6% hi vivien parelles casades, en un 17,3% dones solteres, i en un 17,1% no eren unitats familiars. En el 13,3% dels habitatges hi vivien persones soles el 4,8% de les quals corresponia a persones de 65 anys o més que vivien soles. El nombre mitjà de persones vivint en cada habitatge era de 3,13 i el nombre mitjà de persones que vivien en cada família era de 3,4.
Per edats la població es repartia de la següent manera: un 25,6% tenia menys de 18 anys, un 9,2% entre 18 i 24, un 31% entre 25 i 44, un 23% de 45 a 60 i un 11,3% 65 anys o més.
L'edat mediana era de 36 anys. Per cada 100 dones de 18 o més anys hi havia 84,2 homes.
La renda mediana per habitatge era de 44.156 $ i la renda mediana per família de 46.001 $. Els homes tenien una renda mediana de 30.754 $ mentre que les dones 26.134 $. La renda per capita de la població era de 17.592 $. Entorn del 8,7% de les famílies i el 10,3% de la població estaven per davall del llindar de pobresa.

## Poblacions més properes
El següent diagrama mostra les poblacions més properes.